# Новодвинская крепость
Новодви́нская кре́пость — комплекс фортификационных сооружений в дельте реки Северная Двина. Находится в 20 км к северу от центра Архангельска, на северо-западной оконечности острова Линский Прилук, на северной окраине посёлка Конвейер. Административно относится к Маймаксанскому округу Архангельска. Крепость была заложена в 1701 году по личному указанию царя Петра I для защиты Архангельского фарватера в связи с ожидаемым нападением шведов (Северная война 1700—1721 годов). Автор проекта — немецкий инженер Георг-Эрнест Резе.

## История
24 декабря 1700 года царь Пётр указал двинскому воеводе князю Алексею Петровичу Прозоровскому

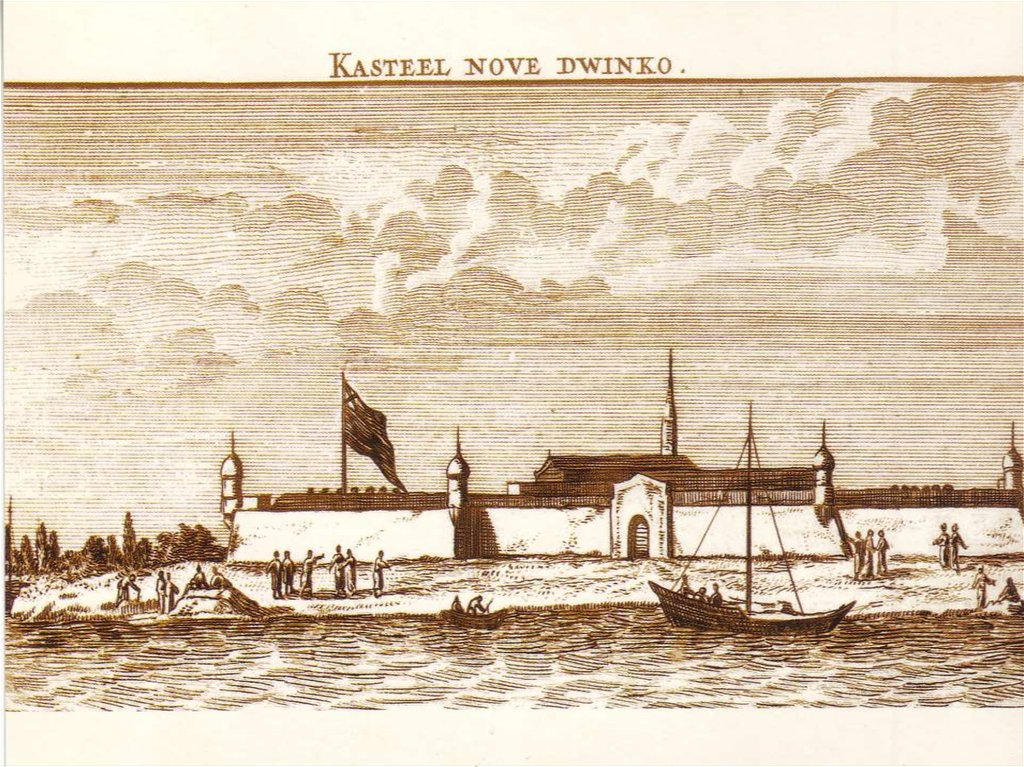
Гравюра из книги «Путешествие через Московию в Персию» (Амстердам, 1711) художника-путешественника Корнелиуса де-Брюйна, посетившего Архангельск в 1701 и 1703 годах.

«…у города Архангелского, на Малой Двинке речке, построить крепость вновь, сидатель на тысячу человек, чтоб в ней с магасейными запасными дворами вышеписанному числу людей быть было удобно».

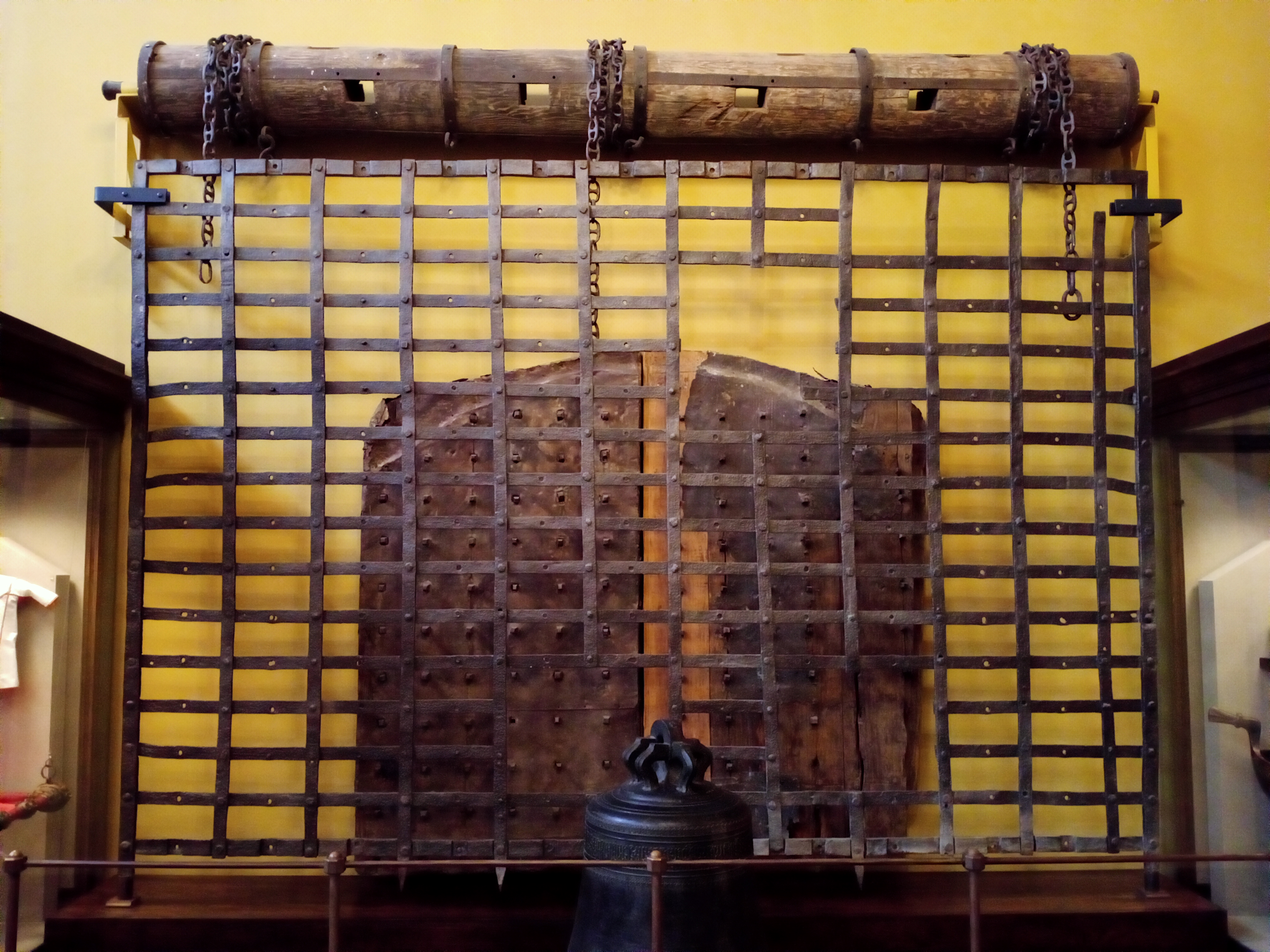
Герса и ворота Новодвинской крепости. Начало XVIII века. Железо, дерево, ковка. Исторический музей, г. Москва.

Начало строительства было назначено на весну 1701 года. Для выбора места, составления чертежей и смет в Архангельск был направлен инженер-фортификатор Яган (Иоган) Адлер. Составленный им план не удовлетворил Петра, и в конце марта он посылает на Двину военного инженера, участника осады Азова Егора Резена (Георга-Эрнеста Резе, с середины 1690-х годов на русской службе), который, прибыв в Архангельск 18 апреля 1701 года, сразу же приступил к работе. Им было выбрано место строительства на острове Линской Прилук в 20 верстах от Архангельска. 3 апреля царь учредил особый орган управления строительными работами «Семиградскую ратушу», которая нанимала рабочих, заготавливала строительные материалы и инвентарь, вела отчётную документацию. Руководил «Семиградской ратушей» дьяк Федор Гусев. Конец апреля — начало строительных работ. Наблюдение за строительством переходит к соратнику Петра — архиепископу Холмогорскому и Важскому преосвященному Афанасию. 12 мая Георг Резе представил план крепости, а 14 мая уже были закончены работы по расчистке территории и начато рытье рвов под фундаменты. Хозяйственной частью строительства руководил стольник Иевлев Селиверст Петрович. 12 июня 1701 года — закладка крепости. 13 июня — Пётр подписывает указ о принятии оборонительных мер при появлении в Белом море шведских фрегатов, а 16 июня пишет грамоту архиепископу Афанасию о передаче ему исключительных полномочий по обороне Беломорья.
Новодвинская крепость считалась одной из лучших крепостей в России. Крепостные сооружения включали в себя квадратную в плане четырёхбастионную цитадель и ряд так называемых внешних укреплений: фоссебрею, ров, равелин, прикрытый путь, частокол и гласис. Внутри цитадели были отстроены 2 кирпичных (надвратных) здания для размещения коменданта и старших офицеров, 4 пороховых погреба, казармы, склады военной амуниции, башня с флагштоком для поднятия крепостного флага. На центральном плацу располагалась деревянная церковь во имя св. Петра и Павла.
25 июня 1701 года, когда строительство крепости только-только начиналось, шведы предприняли атаку на Архангельск. К строящейся крепости подошел авангард шведской эскадры, состоявший из 3 военных кораблей (2 фрегата и яхта) под английскими и голландскими флагами. Остальные 4 больших корабля остались у острова Мудьюг, ожидая исхода разведывательной операции. Один из фрегатов и яхта сели на мель из-за малой глубины реки вблизи крепости и были обстреляны из пушек береговых батарей. После 13-часового боя шведы покинули фрегат и яхту и на шлюпках ретировались к другому фрегату. Экспедиция провалилась, и шведы покинули устье Двины. Так были захвачены 2 шведских корабля с полным вооружением и амуницией — первые военные трофеи в Северной войне. Во многом этой победе способствовали самоотверженные действия двух поморов — Ивана Рябова (Седунова) и Дмитрия Попова, которые, будучи захваченными в плен несколькими днями ранее и принуждённые шведами под страхом смерти быть проводниками, ввели в заблуждение капитана головного корабля авангарда, в результате чего два шведских корабля оказались на мели, прямо напротив береговых батарей.
Основные строительные работы на крепости были завершены в 1705 году; полное формирование фортификационного комплекса относится к 1714 году, когда на северной стороне крепости окончили возведение равелина.

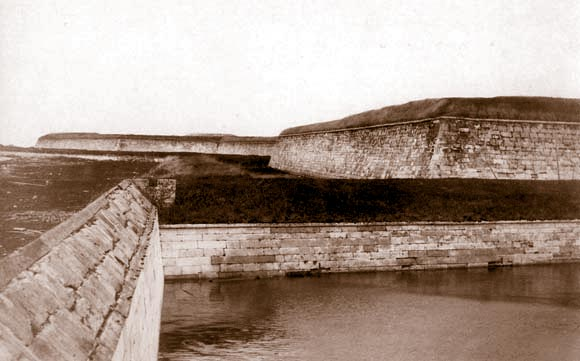
Оборонительные сооружения крепости. фотография Якова Лейцингера, 1899

В годы Крымской войны (1853—1856), хотя крепость и не принимала участие в боевых действиях, её нахождение на пути к Архангельску сорвало планы нападения на город объединенной англо-французской эскадры. Неприятель не решился войти в устье Северной Двины, опасаясь огня крепостных орудий.
Упразднена в 1863 году. С 1864 года — в ведении Архангельской епархии.
В 1911 и 1913 годах Новодвинскую крепость обследовала группа специалистов во главе с основоположником отечественной школы научной реставрации архитектурных памятников П. П. Покрышкиным. Дальнейшим работам по изучению и реставрации крепости помешала начавшаяся I Мировая война.
В советское время на территории крепости сначала находилась детская колония-коммуна, позже — исправительно-трудовое учреждение, просуществовавшее до 2006 года. В декабре 2007 года Новодвинская крепость была передана Архангельскому областному краеведческому музею, получила статус памятника федерального значения. С 2008 года на территории крепости ведутся противоаварийные работы. В настоящее время в относительно хорошем состоянии находятся южная и западная части цитадели с комплексами двух главных ворот; остальные фортификационные сооружения сохранились фрагментарно. 10 сентября 2020 стало известно о намерении властей Архангельской области отреставрировать Новодвинскую крепость при поддержке Министерства культуры к 350-летию Петра I в 2022 году.

## Галерея

Новодвинская крепость
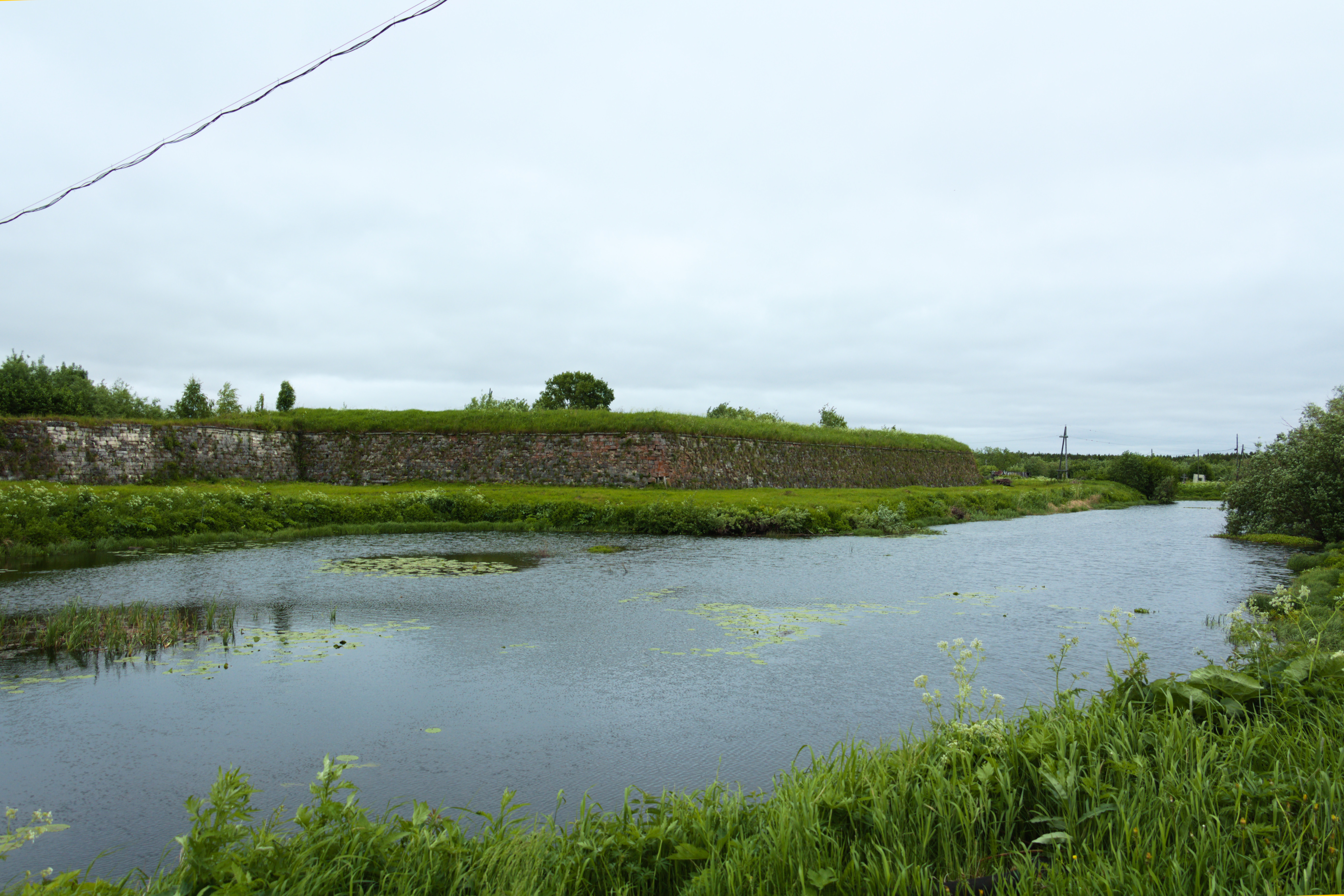
Могильный бастион
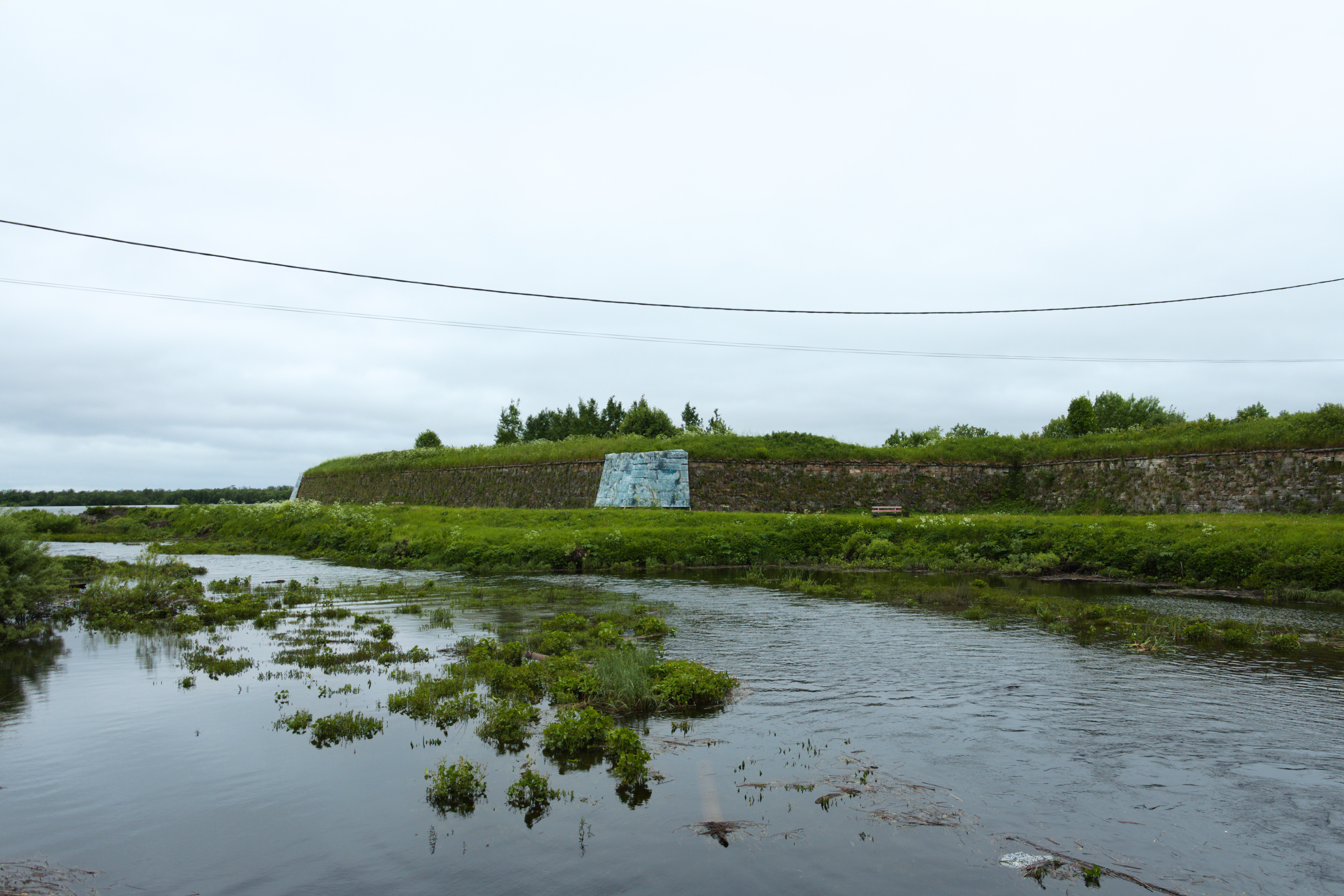
Рогаточный бастион
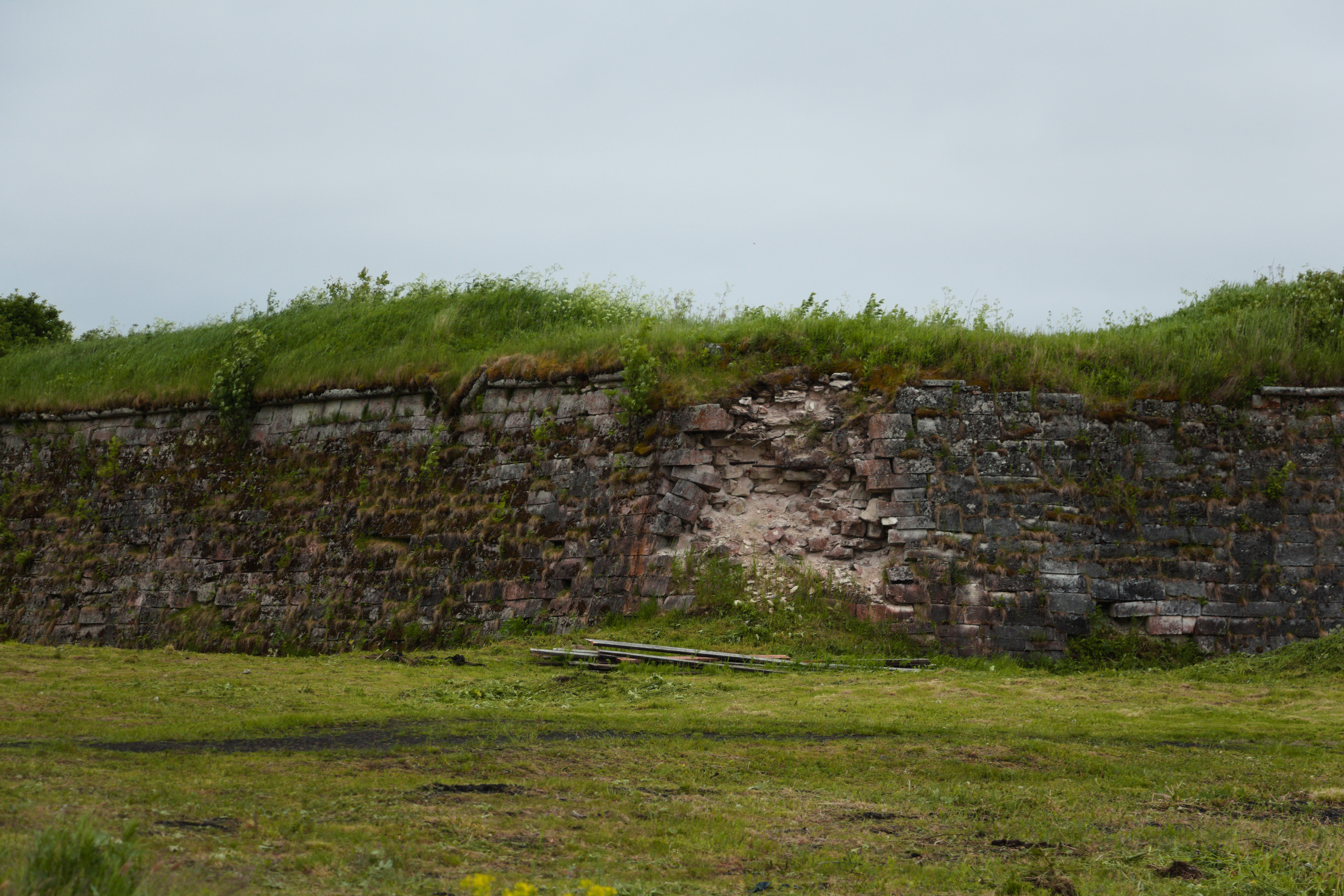
Разрушенный угол
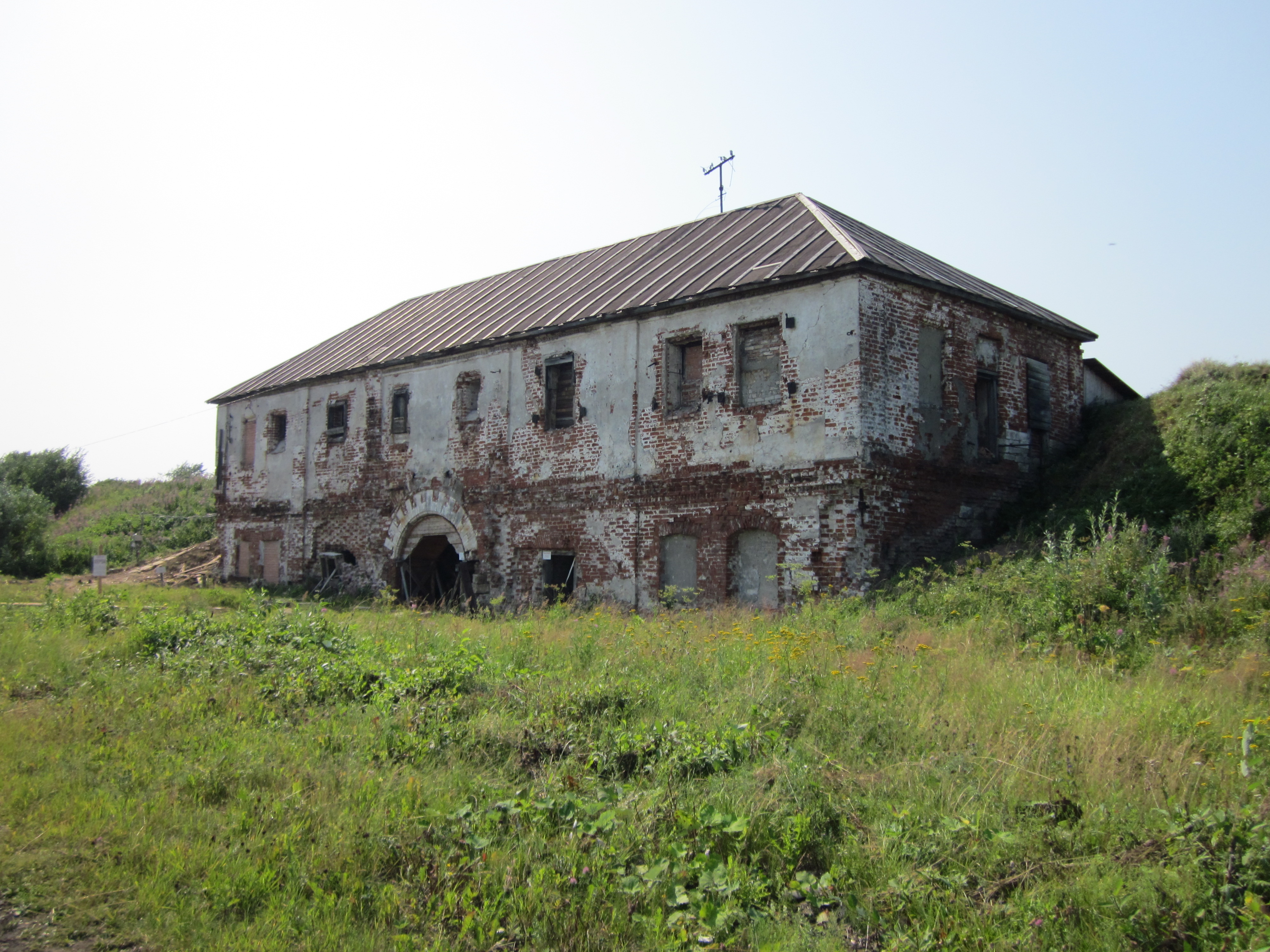
Двинские ворота изнутри
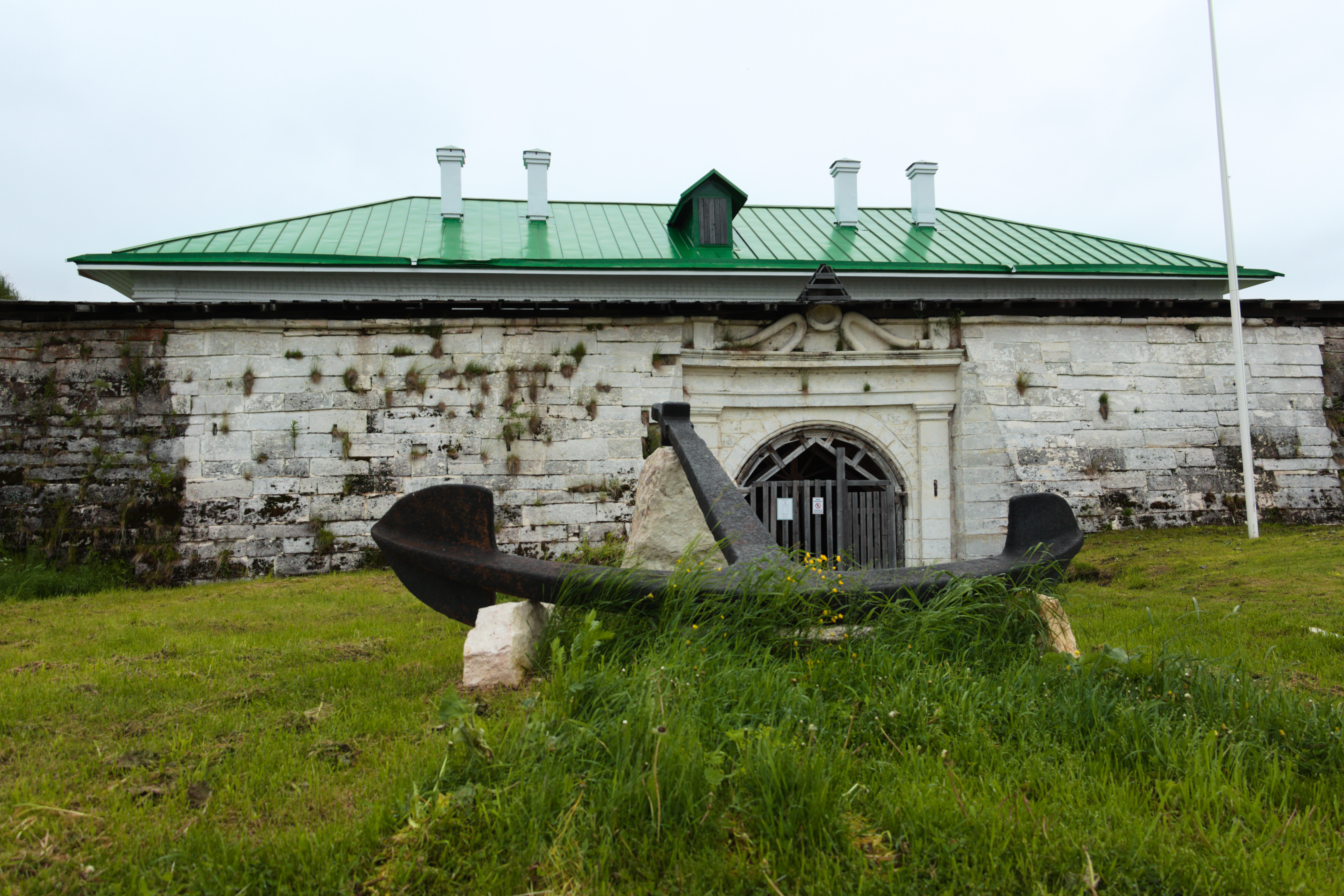
Двинские ворота снаружи
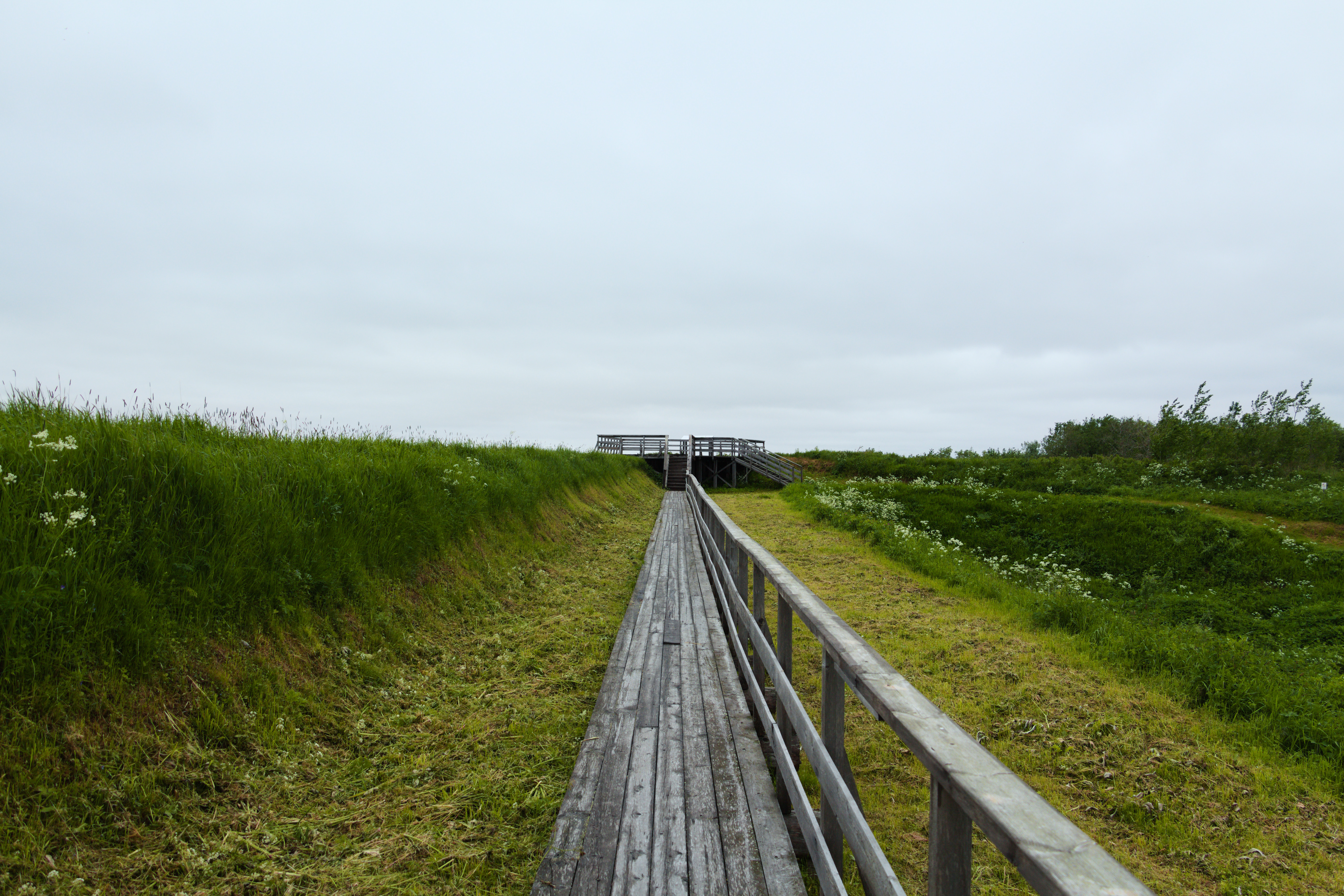
Дорожка на стене флажного бастиона
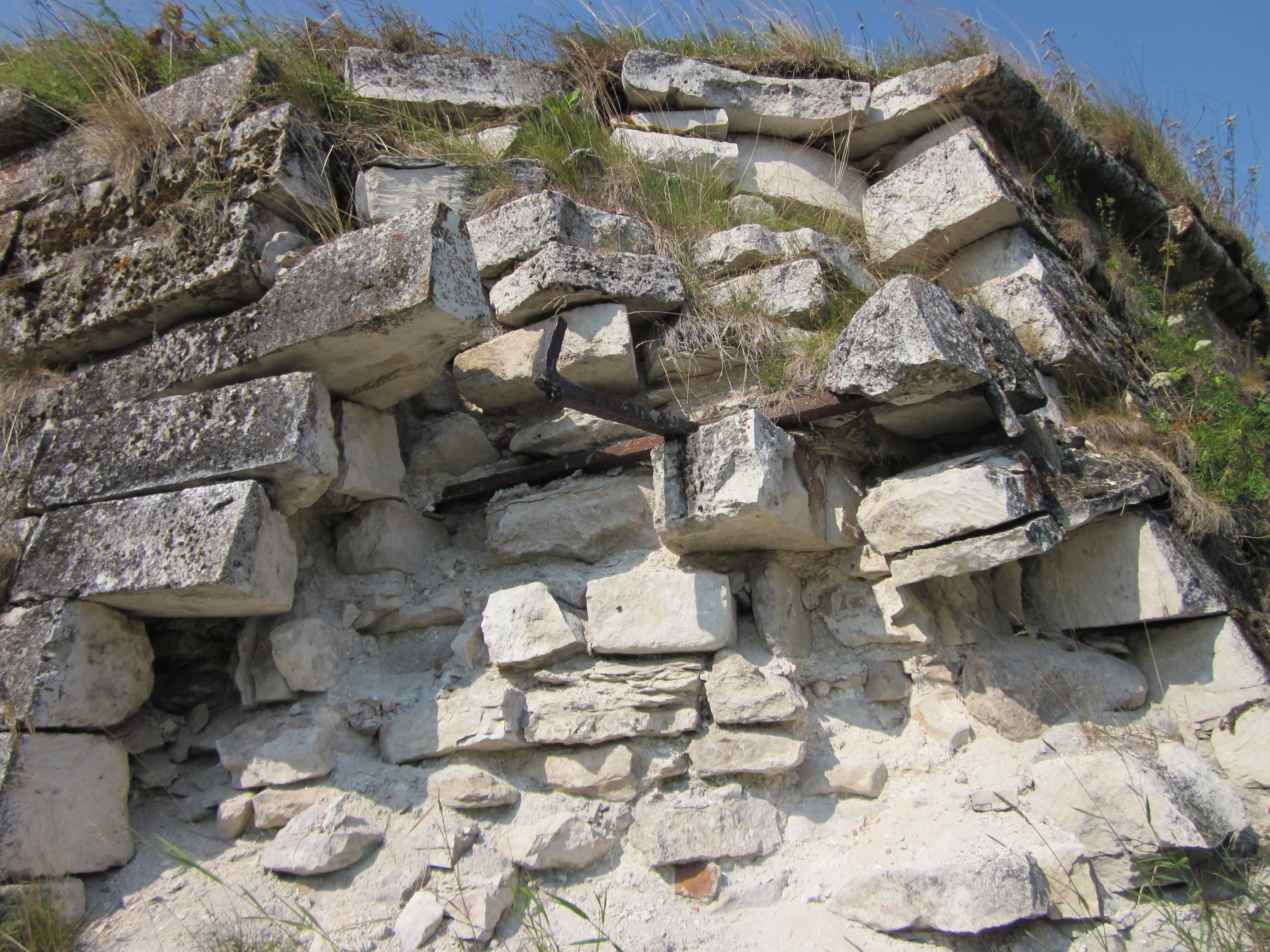
Разрушенная часть стены